# 사카키바라 고토노
사카키바라 고토노(일본어: 榊原 琴乃, 2004년 10월 11일 ~ )는 일본의 여자 축구 선수이다.

## 구단 경력
2023년 WE리그의 AC 나가노 파르세이루에 입단하였다. 10월 노지마 스텔라 가나가와 사가미하라로 이적했다.

## 국가대표팀 경력
그녀는 2022년 아시안 게임에 참가할 일본 국가대표 B팀에 발탁되었으며, 일본이 우승을 달성하는데 크게 기여하였다.